# Мокроновский, Анджей
Анджей Мокроновский (25 мая 1713, — 14 июня 1784) — государственный и военный деятель Речи Посполитой, придворный кухмистр прусского короля, маршалок сейма (1776), воевода мазовецкий (1781—1784), генерал-майор французской армии (1754), генерал-майор польской армии (1752), генерал-инспектор кавалерии (1754), староста тлумацкий и янувский, масон.

## Биография
Представитель польского дворянского рода Мокроновских герба «Богория». В чине майора служил в драгунском полку Станислава Лещинского, после его поражения уехал во Францию, где в течение восьми лет служил во французской армии под командованием маршала Фуке де Бель-Иля. После возвращения в Польшу стал генерал-лейтенантом и сторонником "гетманской" партии.
В 1764 году был избран послом (депутатом) от Белзской земли на конвокационный сейм, где 7 мая подписал манифест, в котором объявлял о незаконности проведения сейма во время находжения русских войск в Варшаве. В июне 1764 года Анджей Мокроновский вынужден был покинуть Польшу и уехал в Берлин.
В 1768 году примирился с польским королём Станиславом Августом Понятовским и после возвращения на родину получил староство тлумацкое. В 1776 году был избран маршалком конфедерационного сейма. В 1781 году получил должность воеводы мазовецкого. На сейме 1782 года был избран консуляром (советником) Постоянного Совета.
Был одним из первых польских масонов, основал масонскую ложу «Trzech Braci» в Варшаве в 1744 году. В 1784 году был великим магистром масонской ложи «Wielki Wschód Królestwa Polskiego i Wielkiego Księstwa Litewskiego».
Был трижды женат. Его третьей женой стала Изабелла Понятовская (1730—1808), сестра последнего польского короля Станислава Августа Понятовского.
В 1775 году стал кавалером Ордена Святого Станислава.